# Mount Harmsworth
Mount Harmsworth ist mit 2765 m Höhe der höchste Berg der Worcester Range im ostantarktischen Viktorialand. Er ragt an der Nordwestseite des Kopfendes des Delta-Gletschers auf.
Teilnehmer der Discovery-Expedition (1901–1904) unter der Leitung des britischen Polarforschers Robert Falcon Scott entdeckten den Berg und benannten ihn nach dem britischen Verleger Alfred Harmsworth (1865–1922), einem der größten Geldgeber der Forschungsreise.